# Jan Schindler (wioślarz)
Jan Schindler (ur. 4 września 1978 w Chebie) – czeski wioślarz.

## Osiągnięcia
- Mistrzostwa Świata Juniorów – Poznań 1995 – czwórka ze sternikiem – 11. miejsce[1].
- Mistrzostwa Świata Juniorów – Poznań 1995 – ósemka – 11. miejsce[1].
- Mistrzostwa Świata Juniorów – Glasgow 1996 – ósemka – 6. miejsce[1].
- Mistrzostwa Świata – Sewilla 2002 – czwórka bez sternika – 11. miejsce[1].
- Mistrzostwa Świata – Mediolan 2003 – ósemka – 11. miejsce[1].
- Igrzyska Olimpijskie – Ateny 2004 – czwórka bez sternika – 8. miejsce[1].
- Mistrzostwa Świata – Gifu 2005 – czwórka bez sternika – 8. miejsce[1].
- Mistrzostwa Świata – Eton 2006 – dwójka bez sternika – 9. miejsce[1].
- Mistrzostwa Świata – Monachium 2007 – dwójka bez sternika – 15. miejsce[1].
- Mistrzostwa Europy – Poznań 2007 – ósemka – 1. miejsce[1].